# Ane Brun
Ane Brunvoll (10 maart 1976), beter bekend als Ane Brun, is een Noorse zangeres-songwriter, geboren en getogen in Molde. Ze woont sinds 2000 in Stockholm, Zweden. Ze is medebeheerster van een platenlabel, genaamd DetErMine Records ("Dit zijn mijn opnamen").

## Biografie
Bruns muzikale carrière begon vrij laat. Op het moment dat ze 21 jaar werd, kreeg ze belangstelling voor de akoestische gitaar. In 1998 deed ze haar eerste, kleinschalige optredens in de straten van San Sebastian en Barcelona. Een jaar later keerde ze terug naar Noorwegen, ditmaal naar de plaats Bergen. Hier heeft ze veel van haar eigen muziekcomposities geschreven. Kort daarna werd ze zangeres van de lokale band Damsels in Distress.
In 2000 verhuisde Brun naar Stockholm, om daar naar meer muzikaal succes te zoeken. Na een aantal jaren liveoptredens te hebben gedaan in Noorwegen en Zweden, bracht ze eind mei 2003 haar eerste studioalbum in Scandinavië uit, getiteld Spending Time with Morgan. In de zomer van dat jaar werd het album tevens in verschillende landen binnen Europa uitgebracht. In Amerika werd het kort daarna ook uitgebracht, via V2 Records.
Brun heeft samengewerkt met verschillende artiesten, zoals popgroep A-ha, Ron Sexsmith, Madrugada, Teitur Lassen en de electro-jazzband Koop.
In 2010 toerde Brun als achtergrondzangeres met Peter Gabriel.
In de Noorse film uit 2013 'Tusen ganger god natt' ('A Thousand Times Good Night'), met Juliette Binoche en Lauryn Canny in de hoofdrollen, zong Ane Brun bij de aftiteling het gevoelige lied 'Daring to Love', dat zij speciaal voor deze film had gecomponeerd.

## Discografie

### Albums
| Album met eventuele hitnotering(en) in de Nederlandse Album Top 100                | Datum van verschijnen | Datum van binnenkomst | Hoogste positie | Aantal weken | Opmerkingen   |
| ---------------------------------------------------------------------------------- | --------------------- | --------------------- | --------------- | ------------ | ------------- |
| Wooden body                                                                        | 2001                  | -                     |                 |              | ep            |
| Spending time with morgan                                                          | 25-05-2003            | -                     |                 |              |               |
| My lover will go                                                                   | 2004                  | -                     |                 |              | ep            |
| A temporary dive                                                                   | 07-02-2005            | -                     |                 |              |               |
| Duets                                                                              | 21-11-2005            | -                     |                 |              |               |
| Live in Scandinavia                                                                | 09-02-2007            | -                     |                 |              | Livealbum     |
| Changing of the seasons                                                            | 12-03-2008            | 22-03-2008            | 48              | 5            |               |
| Sketches                                                                           | 2008                  | -                     |                 |              |               |
| Live at Stockholm Concert Hall                                                     | 27-11-2009            | -                     |                 |              | Livealbum     |
| It all starts with one                                                             | 2011                  | 24-09-2011            | 13              | 9            |               |
| Rarities                                                                           | 2013                  | 19-10-2013            | 53              | 1            | verzamelalbum |
| When I'm Free                                                                      | 2015                  |                       | 12              |              |               |
| Leave Me Breathless                                                                | 2017                  |                       | 76              |              |               |
| Live at Berwaldhallen (met het Symfonieorkest van de Zweedse Radio o.l.v. Hans Ek) | 2018                  |                       |                 |              | Livealbum     |
| After the Great Storm                                                              | 2020                  |                       |                 |              |               |
| How Beauty Holds the Hand of Sorrow                                                | 2020                  |                       |                 |              |               |
| Nærmere                                                                            | 2022                  |                       |                 |              |               |
| Portrayals                                                                         | 2023                  |                       |                 |              |               |

| Album met hitnotering(en) in de Vlaamse Ultratop 200 albums | Datum van verschijnen | Datum van binnenkomst | Hoogste positie | Aantal weken | Opmerkingen |
| ----------------------------------------------------------- | --------------------- | --------------------- | --------------- | ------------ | ----------- |
| It all starts with one                                      | 2011                  | 01-10-2011            | 67              | 2            |             |

### Singles
| Single met eventuele hitnotering(en) in de Nederlandse Top 40 | Datum van verschijnen | Datum van binnenkomst | Hoogste positie | Aantal weken | Opmerkingen       |
| ------------------------------------------------------------- | --------------------- | --------------------- | --------------- | ------------ | ----------------- |
| Are they saying goodbye                                       | 2003                  | -                     |                 |              |                   |
| Humming one of your songs                                     | 2003                  | -                     |                 |              |                   |
| I shot my heart                                               | 2004                  | -                     |                 |              |                   |
| Song no. 6                                                    | 2005                  | -                     |                 |              |                   |
| Lift me                                                       | 2005                  | -                     |                 |              | met Madrugada     |
| Rubber & soul                                                 | 2006                  | -                     |                 |              | met Teitur Lassen |
| Balloon ranger                                                | 2006                  | -                     |                 |              |                   |
| Headphone silence                                             | 2008                  | -                     |                 |              |                   |
| Big in Japan                                                  | 2008                  | -                     |                 |              |                   |
| True colors                                                   | 2008                  | -                     |                 |              |                   |
| To Let Myself Go                                              | 2009                  | -                     |                 |              |                   |
| Do you remember                                               | 2011                  | -                     |                 |              |                   |